# Leichtathletik-Weltmeisterschaften 2017/Teilnehmer (Israel)
| Gelbes Symbol für Goldmedaillen mit stilisierten Olympischen Ringen | Graues Symbol für Silbermedaillen mit stilisierten Olympischen Ringen | Braundes Symbol für Bronzemedaillen mit stilisierten Olympischen Ringen |
| ------------------------------------------------------------------- | --------------------------------------------------------------------- | ----------------------------------------------------------------------- |
| —                                                                   | —                                                                     | —                                                                       |

Der Leichtathletik-Verband Israels hat sieben Athleten für die Weltmeisterschaften in London nominiert, zwei Männer und fünf Frauen.

## Ergebnisse

### Männer

#### Laufdisziplinen
| Athlet       | Disziplin | Finale    | Finale |
| Athlet       | Disziplin | Zeit      | Platz  |
| ------------ | --------- | --------- | ------ |
| Girmaw Amare | Marathon  | 2:26:37 h | 63     |
| Maru Teferi  | Marathon  | DNF       | DNF    |

### Frauen

#### Laufdisziplinen
| Athletin               | Disziplin | Finale       | Finale |
| Athletin               | Disziplin | Zeit         | Platz  |
| ---------------------- | --------- | ------------ | ------ |
| Yelena Dolinin         | Marathon  | DNS          | DNS    |
| Lonah Chemtai Salpeter | Marathon  | 2:40:22 h SB | 41     |
| Maor Tiyouri           | Marathon  | 2:49:45 h SB | 63     |

#### Sprung/Wurf
| Athletin                | Disziplin  | Qualifikation | Qualifikation | Finale             | Finale             |
| Athletin                | Disziplin  | Weite/Höhe    | Platz         | Weite/Höhe         | Platz              |
| ----------------------- | ---------- | ------------- | ------------- | ------------------ | ------------------ |
| Hanna Knyazyeva-Minenko | Dreisprung | 14,17 m       | 8             | 14,42 m SB         | 4                  |
| Marharyta Doroschon     | Speerwurf  | 61,33 m       | 14            | nicht qualifiziert | nicht qualifiziert |